# Mihai Eminescu
Mihai Eminescu o Mihail Eminovici (Botoșani, 15 de enero de 1850-Bucarest, 15 de junio de 1889) fue un poeta del Romanticismo tardío, además de prosista, filósofo y periodista. Calificado por la crítica literaria como la voz poética más importante de la literatura rumana, posiblemente es el poeta rumano más conocido a nivel mundial, siendo sus obras más conocidas Luceafărul (El lucero), Mai am un singur dor (Me queda un solo deseo), y 5 Scrisori (Cinco Cartas). Fue miembro activo de la Sociedad Literaria Junimea, además de afiliado al Partido Conservador de Rumanía y periodista en Timpul (el periódico oficial del Partido Conservador).

## Orígenes
Mihail y Mihai (Miguel en idioma español) son dos variantes del mismo nombre, vigentes en la época de Eminescu, quien uso ambas.
Su padre, Gheorghe Eminovici, era de Călinești, por aquel entonces una aldea de la provincia austríaca de Bucovina, pero cruzó la frontera con Moldavia asentándose en el pueblo de Botoșani, y casándose con Raluca Iurăscu, descendiente de una antiquísima familia moldava de la aristocracia.

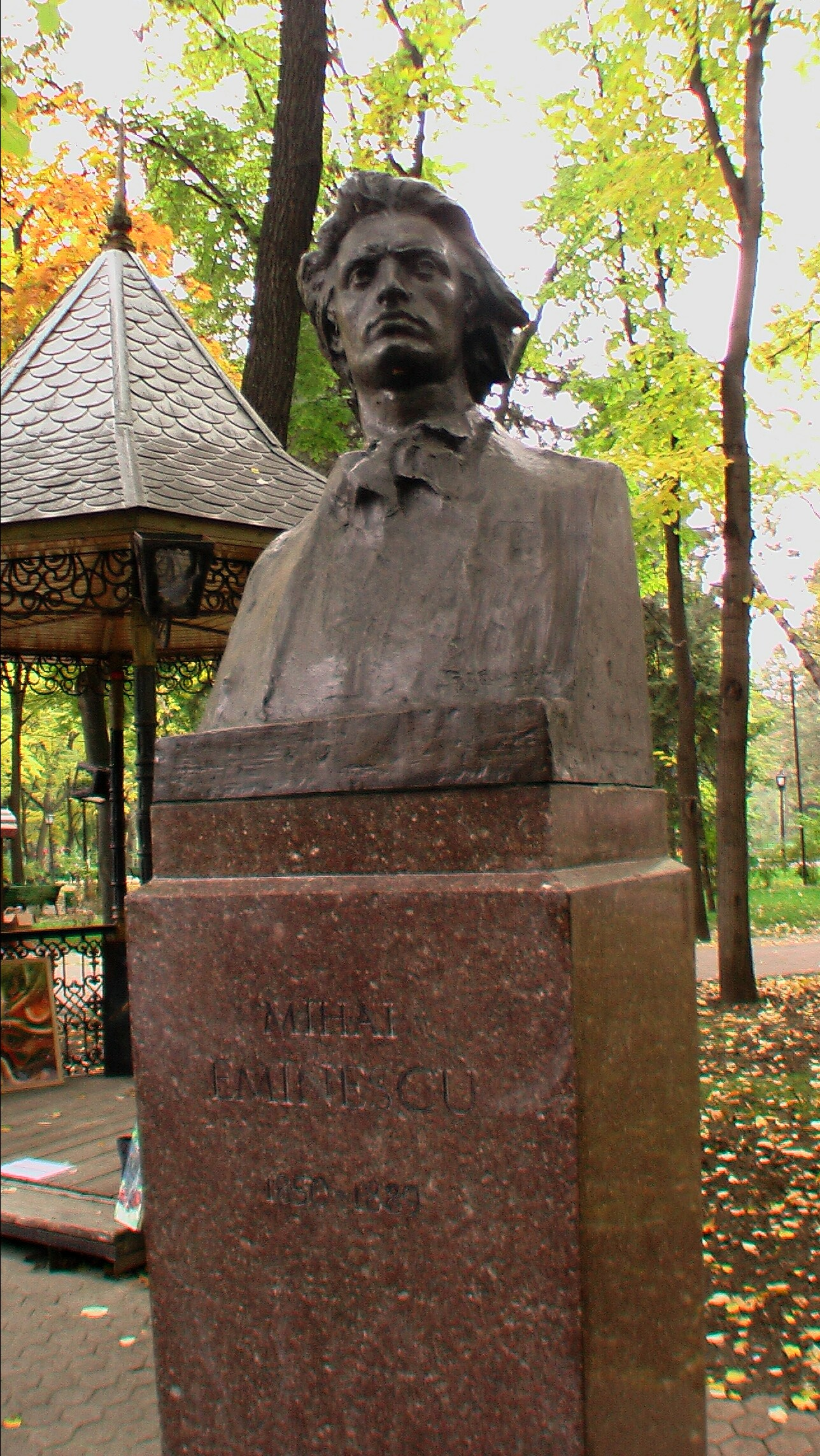
Mihai Eminescu (Chisináu, Moldavia)

## Vida

### Primeros años
Nació en Ipotești, Botoșani, en la región rumana de Moldavia. Pasó su infancia en Ipotești, en el hogar familiar. Entre 1858 y 1866 asistió a la escuela en Cernăuți, finalizando el 4º curso como 5º de su promoción, tras lo cual realizó dos años de educación secundaria.
La primera evidencia de Eminescu como escritor es de 1866, cuando tras la muerte de su profesor de rumano, sus compañeros y él publicaron un panfleto Lăcrămioarele invățăceilor gimnaziaști (Lágrimas de los estudiantes del Instituto) para el que escribió el poema La mormântul lui Aron Pumnul (A la tumba de Aron Pumnul(Puño)).
El 25 de febrero, su poema De-aș avea (Si Tuviera) fue publicado en la revista literaria Familia de Iosif Vulcan, que se publicaba en Pesta, tras lo cual comenzó una serie de publicaciones (algunas en alemán) en revistas. Debido al rechazo que tenía Iosif Vulcan al sufijo eslavo -ici, le cambió el nombre por Mihai Eminescu, que aparentaba ser más rumano.
Entre 1866 y 1869 viaja por la ruta Cernăuți - Blaj - Sibiu - Giurgiu - Bucarest, ciudades de todas las regiones habitadas por los rumanos (como mayoría de población). Son, en realidad, años de conocimiento, a través del contacto directo, del pueblo rumano, de su idioma, (de las diferencias entre las distintas regiones) de sus costumbres y de los problemas reales. Tiene la intención de terminar sus estudios, pero no lo consigue. Llega a ser apuntador y copista de papeles en la compañía de teatro de Iorgu Caragiale y después en la de Mihai Pascaly. Gracias a la recomendación de este último, es empleado como apuntador y copista en el Teatro Nacional, donde conoce a I.L.Caragiale. Sigue publicando en "Familia"; escribe poesías, dramas ("Mira"), fragmentos de novela ("Genio con el corazón desierto"), que se quedan solo en estado de manuscrito; traduce del alemán obras como "El arte de la representación dramática-desarrollado científicamente, de E.Th.Rötscher.
En 1869, echa las bases, junto con otros jóvenes, del círculo literario "Orientul" ("El Oriente"), que tenía como propósito, entre otras cosas, recoger cuentos y poesías populares y documentos concernientes a la historia y la literatura de Rumanía. Eminescu recibe como encargo la región de Moldavia. En el verano se encuentra de manera ocasional con su hermano Iorgu, oficial en el ejército rumano, que le pide reanudar las relaciones con su familia. Su padre le promete dinero para estudiar en Viena, donde habían llegado la mayoría de sus antiguos compañeros de Cernăuți.

### Años universitarios
En octubre de 1869, entra en la Facultad de Filosofía de Viena como estudiante extraordinario, es decir como simple oyente, faltándole el diploma de Bachillerato. Conoce a Ioan Slavici y a otros estudiantes rumanos de Transilvania y Bucovina y entra en una sociedad de estudiantes llamada "România junǎ" ("La joven Rumanía"). Los años de universidad fueron en realidad para Eminescu años de profundizar en las grandes obras de la cultura occidental (y algunas de la cultura oriental). Usará sus conocimientos en sus obras literarias y en su actividad periodística (trabajando también en una teoría para el desarrollo económico del nuevamente establecido estado rumano, teniendo en cuenta la identidad cultural del pueblo). A pesar de los consejos de sus amigos (el crítico literario Titu Maiorescu le había prometido un puesto de profesor de filosofía en la Universidad de Iași) y su familia, no quiere obtener ningún diploma, la explicación siendo quizás sus ideas influenciadas por el Romanticismo. Conoce a Veronica Micle, quien será su inspiración para sus poesías de amor; la correspondencia entre los dos indica que Eminescu estaba realmente enamorado de ella, pero sus decisiones en esta relación dejan algunos signos de interrogación; de toda manera, nunca llegaron a vivir juntos.
En 1874, Eminescu regresa a su país y vive en Iași hasta 1877. Trabaja como director de la Biblioteca Regional, revisor escolar para las provincias Iași y Vaslui o como redactor del periódico "Curierul de Iași". Sigue publicando en la revista "Convorbiri literare"(Conversaciones Literarias). Empieza su amistad con Ion Creangă, conocido hoy como uno de los cuatro clásicos de la literatura rumana. Su situación material es inestable y tiene problemas familiares.
En 1877, se mueve a Bucarest, donde hasta 1883 es redactor, y después redactor-jefe del periódico Timpul (El Tiempo) el periódico oficial del Partido Conservador. Su actividad periodística es remarcable, pero la falta de apoyo debilita su salud física y psíquica. Es también el período de sus grandes poemas (la serie de las "Epístolas", "El Lucero"...). Una parte de sus poesías serán recogidas por Titu Maiorescu y publicadas en el volumen "Poezii"(Poesías) de 1884, el único volumen publicado durante la vida del autor.
En junio de 1883, extenuado, el poeta cae gravemente enfermo, siendo internado en el hospital del doctor Șuțu, y expuesto a un tratamiento a base de inyecciones con mercurio. También hay una versión según la cual el poeta cayó víctima de una conspiración política de los que habían sido acusados de corrupción en su periódico y de los que miraban con mal ojo su supuesta actividad en una sociedad secreta que luchaba para la liberación de Transilvania de la ocupación austro-húngara y para la unión de todos los rumanos en un solo Estado. Fue trasladado a un sanatorio de Viena, donde se interrumpió el tratamiento con mercurio y su estado mejoró, pero al regresar en Rumanía oscilará hasta el día de su muerte prematura. Muere en el 15 de junio de 1889 en la casa de salud del doctor Șuțu. La variante que parece más plausible es que Eminescu sufría de una enfermedad hereditaria llamada Trastorno Bipolar, que afectó también a dos de sus hermanos.
Su tumba se encuentra en el Cementerio de Bellu de Bucarest.

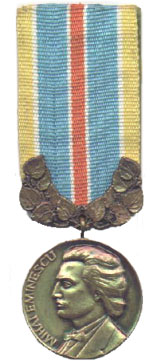
Mijaíl Eminescu

## Obra
Eminescu es, indiscutiblemente, el más grande poeta rumano del siglo XIX y es considerado todavía el poeta nacional por la mayoría de los rumanos. La obra de Eminescu ha sido traducida a más de sesenta idiomas.
En la misma hay poca biografía, sin embargo se puede observar una evolución del pensamiento y de la expresión literaria. Las poesías de su adolescencia tienen en general como temática el patriotismo y el despertar de la conciencia nacional entre los rumanos, base para la lucha para la libertad frente al Imperio otomano y la unión de todos los rumanos en un solo estado. A este período pertenecen poesías como "A la tumba de Aron Pumnul", "A Bucovina" y "Que deseo para ti, dulce Rumanía". En ellas habla del romanticismo de los paisajes de su país y del carácter fuerte del pueblo rumano, así como de la "llama cándida" de su alma.
Sin embargo, escribe también una poesía intitulada "La esperanza", donde medita sobre un tema que regresará de manera constante en su lírica después del contacto con la filosofía pesimista de Arthur Schopenhauer en sus años de estudiante. Una influencia especial tiene el concepto schopenhaueriano de primacía de la voluntad frente a la razón, lo que convierte a la vida en un juego absurdo para la afirmación del propio yo. También las ideas de Schopenhauer acerca de la estética y del genio influyeron en Eminescu, sin olvidar que la ética y el ascetismo son también recomandadas por Schopenhauer para escapar del absurdo existencial. Sin embargo, el individualismo extremo de Schopenhauer queda en cierto sentido mitigado por el amor fraternal (amor al prójimo), como característica del hombre superior de punto de vista espiritual, visión expresada en la poesía de Eminescu "Ángel y demonio" : (" ¿ Cómo entró él en ésta vida ? ¿ Cuánto amor de justicia y bien,/ Cuánta fraternidad sincera había traído consigo ?"). El crítico literario Tudor Vianu publicó en 1930 un estudio intitulado "Poezia lui Eminescu" ("La lírica de Eminescu"), en lo cual se concentra sobre la influencia de los autores clásicos, y de los autores alemanes en general, y Schopenhauer en especial, en la obra de Mihai Eminescu. Es, por supuesto, también el período de las primeras poesías de enamoramiento, aunque en este tema será también influido por la opinión de Schopenhauer acerca de las mujeres.
A principios de 1869, mientras está aun en Bucarest, es publicada su poesía "Los jóvenes corruptos", una crítica amarga a la indiferencia de los jóvenes estudiantes de su generación hacia la cultura y hacia los grandes acontecimientos de su época. En estos años conoce el habla de las distintas regiones con mayoría de población rumana (Moldavia, Valaquia, Transilvania) e intentará crearse un estilo y obtener la perfección estética en la síntesis armoniosa de los distintos dialectos (que de toda manera tenían una semejanza remarcable, más grande por ejemplo que los dialectos del italiano). Por eso Nicolae Iorga, uno de los más grandes historiadores rumanos, llamará a Eminescu "el creador del idioma rumano moderno" y este escribirá en "La segunda epístola" sobre la lucha de él y del los filólogos rumanos del siglo XIX para dar una forma oficial para "nuestra antigua y sabia lengua".
Entre 1869 y 1874, es el período más bohemio de la vida de Eminescu, dedicándose a la lectura y a los encuentros amorosos, si bien empieza a escribir artículos y atraer a su causa de libertad y unión nacional a los estudiantes rumanos de Viena y Berlín. Conoce a Veronica Micle, quien probablemente le servirá de inspiración en sus poesías de amor, donde hablará del anhelo por un amor ideal, un amor romántico entre un hombre superior con sed de lo absoluto y la nostalgia de los arquetipos divinos y una mujer "mortal", hermosa pero con sus límites de punto de vista espiritual. Así son, por ejemplo, las poesías "Venera y Madona" o la poesía de inspiración folclórica "Mirón y la hermosa sin cuerpo".
Hay también poesías de amor expresando una pasión tremenda y la desesperación romántica, como "Icono y marco", donde está expresada la incompatibilidad entre la vida poética de un hombre superior y las necesidades diarias; si bien esa vida es posible en solitario, el poeta no puede plantearse la unión de su vida con la mujer amada en esas condiciones. Estas poesías se diferencian de las poesías con carácter filosófico, (aunque pueden contener también meditaciones) que contienen pensamientos claros expresados con pocas palabras y con elegancia de estilo. La flor representativa para la lírica de amor eminesciana es la tila, por lo cual Nichita Stănescu (poeta rumano del siglo XX, líder de la generación de los ´60 en la poesía rumana) afirmará la inquietud que lo invade cada vez que pasa por al lado de un tilo.
El tema de la Naturaleza aparece entrelazado con el de la infancia (expresándose entonces la nostalgia por la infancia en el seno de la Naturaleza, del bosque que rodeaba su pueblo natal) o separado, siendo entonces admirada la grandeza de la Naturaleza y mirado con ojo escéptico el intento del ser humano de dominarla. En "Revedere" ("Reencuentro") Eminescu opone la majestad de los ritmos repetitivos y aparentemente eternos de la Naturaleza a lo efímero de la vida humana, considerando al ser humano un ser "errante" en este planeta. Otras fuentes de inspiración son el folclore rumano y el cristianismo ortodoxo, con poesías como "Dios y hombre" o "El rezo". La crítica social aparece salpicada en varias poesías, siendo influenciada por su visión pesimista de la existencia, que lo lleva a condenar la explotación. (pero desde el punto de vista de una concepción metafísica, no marxista; incluso en su poesía "Emperador y proletario" el poeta pasa a una meditación sobre el sentido de la existencia)

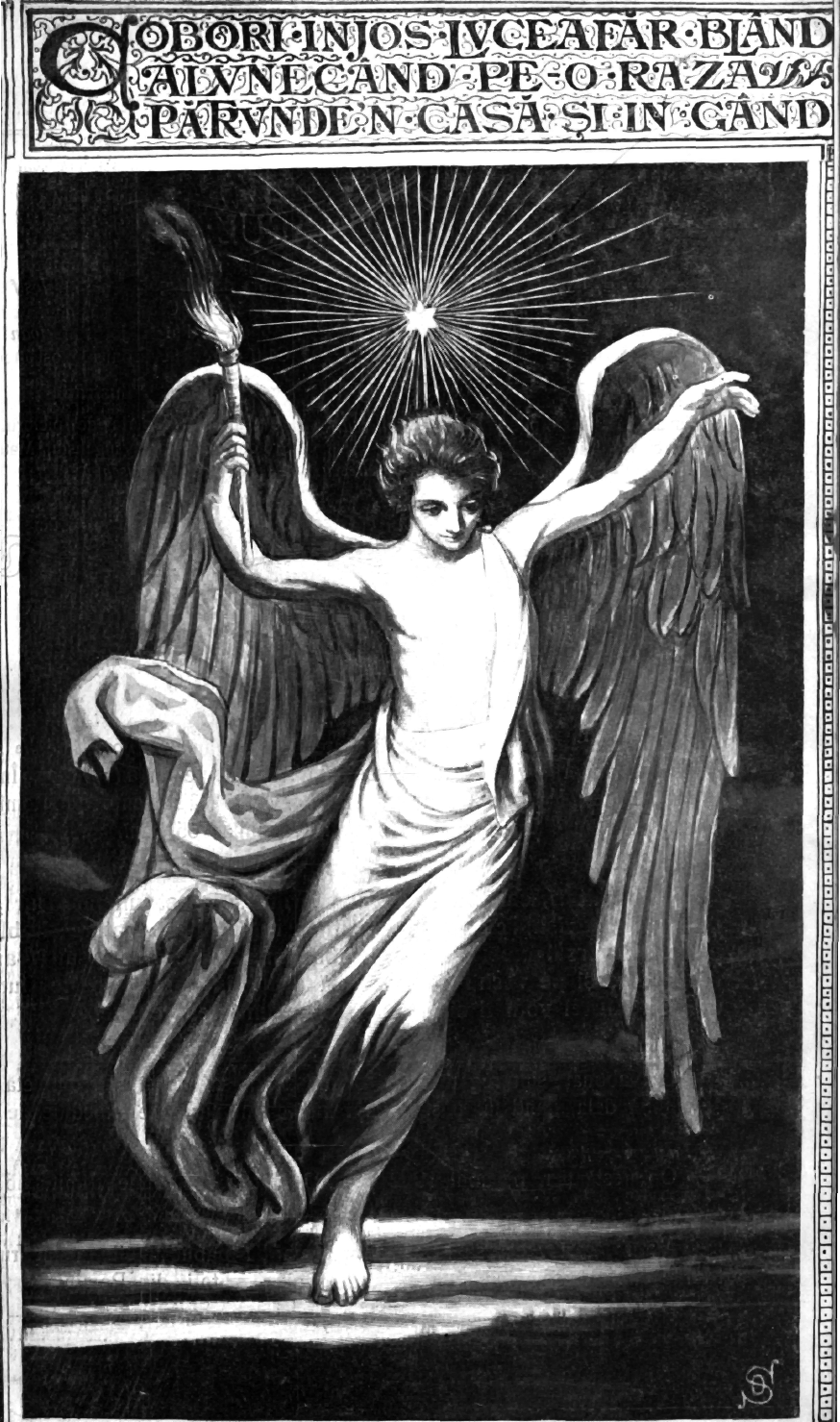
Ilustración del poema Luceafărul (El lucero) por Octavian Smigelschi, 1904.

Entre 1876 y 1883, es el período que se puede llamar de madurez del escritor. Aparecen retomados los temas de los años anteriores, pero con mayor claridad de expresión y madurez filosófica, siendo representativas las cinco "Epístolas" y "El lucero", una obra proyectada desde su juventud en Viena.
La obra de Eminescu marca un "antes" y un "después" en la lírica rumana, contribuyendo a una selección mejor de los jóvenes que querían afirmarse como poetas en la segunda mitad del siglo XIX y dejando un legado que todavía conmueve el alma de hombres, por lo demás muy distintos, de su querido pueblo.
En las obras de madurez destacan poesías de carácter filosófico, como :
- Fealdad y pobreza.
- El rezo de un dacio.
- Glossa.
- Oda en métrica antigua.
- A mis críticos.
- Las cinco Epístolas.
- El lucero, considerada su obra maestra, se trata de la condición del genio y la imposibilidad para él de llegar a la felicidad en el mundo terrestre.

Prosa
- Făt-Frumos din lacrimă (Príncipe Encantador, Concebido por las lágrimas)
- Geniu pustiu (Genio con el corazón desierto)

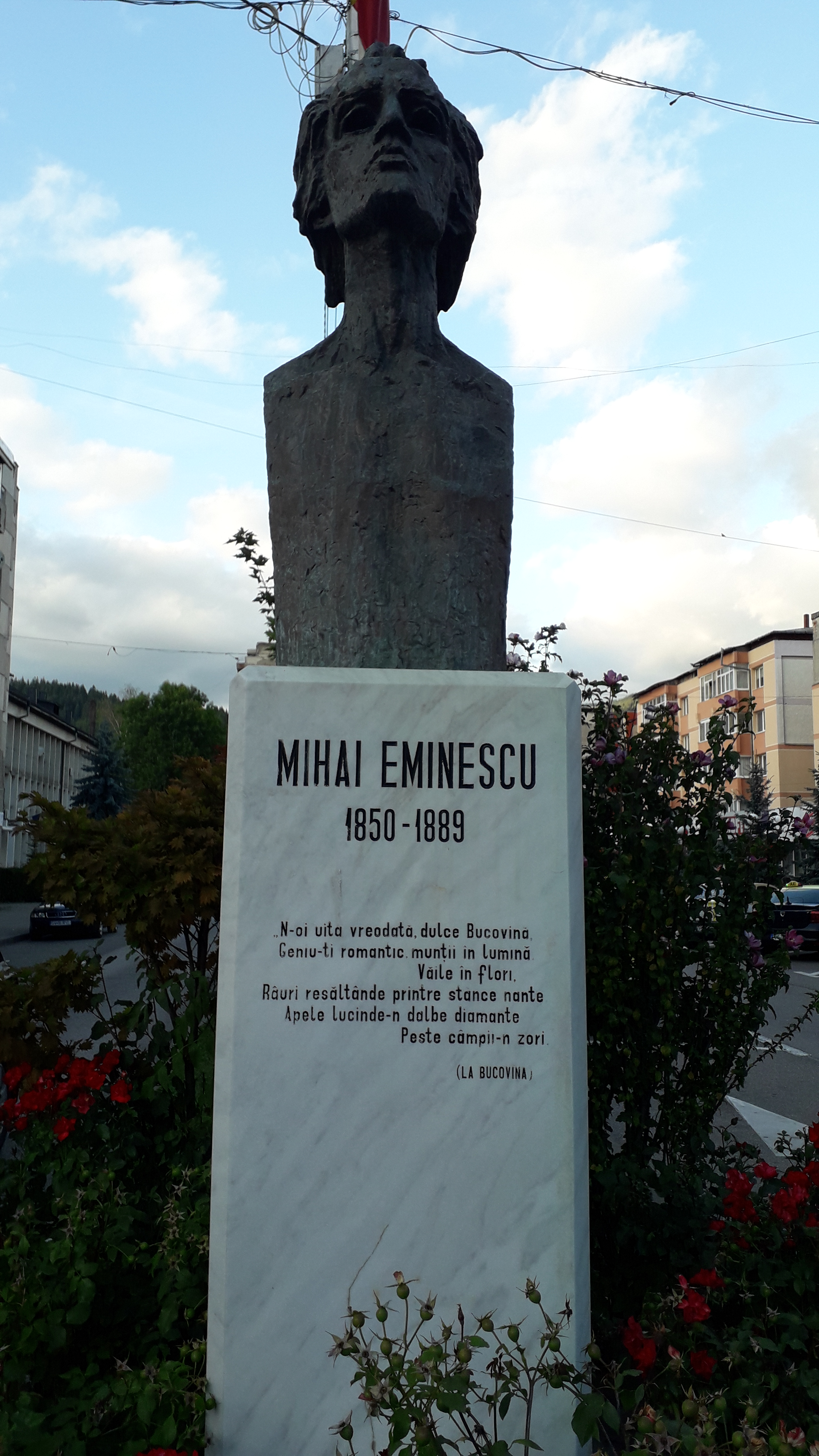
Mijaíl Eminescu

- Sărmanul Dionis (El pobre Dionis)
- Cezara (Cesárea).